# Бакланий
Бакланий — упразднённый в 2017 году посёлок в Икрянинском районе Астраханской области России. Входил в сельское поселение Зюзинский сельсовет.

## География
Посёлок находился на берегу протоки Бакланий, соединяющей Старую Волгу и Волго-Каспийский канал.

## История
Упразднён Законом Астраханской области от 21 ноября 2017 года.

## Население
| 2002 | 2010 |
| ---- | ---- |
| 233  | ↘0   |

Национальный и гендерный состав
По данным Всероссийской переписи, в 2010 году численность населения селения составляла 0 человек. Согласно результатам переписи 2002 года, численность населения хутора составляла 235 человек, а в национальной структуре населения русские составляли 93 %.